# Основи на математиката
През дългата си история математиката често се е сблъсквала с проблеми свързани със собствената ѝ същност. Днес математическите дялове, изучаващи обосноваващи математиката методи и теории, е прието да се обединяват под общото име Основи на математиката.
Изследванията, развили тези направления обикновено започват като опити за разрешаване на математически парадокси – абсурдни твърдения, чието обяснение е било извън възможностите на съвременниците.
Математическото изследване има различни аспекти – математическото откритие и доказателство имат интуитивна природа и обикновено са плод на индивидуални усилия. Признаването на едно доказателство обаче е чисто обществен акт и изисква излагането на доказателството във възможно най-строго формален вид.
Избягването на парадокси и изискването за строга съгласуваност на математическите знания също налагат прецизен подбор на инструментите, методите за работа и приеманите без доказателства основни истини – аксиомите.

## Античност
Първите появи на математически знания са опити за описание на реалността. Древните шумери използвали няколко различни обозначения за едно и също число, в зависимост от вида реалност, която описва, примерно в записите „5 работници“ и „5 хляба“ имало различно обозначение за числото 5.
Постепенно била осъзната абстрактната същност на математическите обекти. Питагорейците гледали на числата като мистични, надарени с вълшебни свойства обекти. Те първи доказали, че диагоналът на квадрата не може да се съизмери със страната му (квадратен корен от 2 не е рационално число), което е може би първият добре поставен проблем на основите на математиката. Парадоксите на Зенон, отричащи движението, насърчили изследвания, които ги обяснили задоволително едва след 20 века.
Платон поставил твърдо математическите обекти в света на идеите, но гърците все още изисквали аксиомите да отразяват реални истини.
Първите опити за обосноваване на математическите методи принадлежат на Аристотел, смятан за създател на логиката, а първото строго изложение на математиката прави Евклид в неговите Елементи.

## Средновековие
Въвеждането на нулата и позиционата бройна система от индийците и разпространението на идеята от арабите позволило ефективно да се изписват произволно големи числа с крайна азбука от цифри. Това е важна стъпка към възникването на формалните математически теории.
Арабските математици развили основите на алгебрата, описвайки методи за решаване на уравнения. Неслучайно съвременните понятия алгебра и алгоритъм идват от заглавието на арабски математически труд и името на автора му Ал Хорезми.
Малко преди великите географски открития италиански математици открили алгоритъм за решаване на алгебрични уравнения от трета степен. Когато такова уравнение има 3 реални корена, намирането на 2 от тях преминава през намиране на квадратен корен от отрицателно число. Тази напълно незаконна от гледна точка на реалността ситуация води до намирането на съвсем правилно решение и обосновава необходимостта от употребата на имагинерни числа – математически обекти, за които трудно намираме физическа интерпретация.

## Модерна епоха
Няколко големи открития през 14-18 век са ключови за изграждането на съвременните основи на математиката:
Въвеждането на съвременните обозначения в алгебрата (използването на скоби, обозначаването с букви на неизвестните величини и параметри) е важна стъпка към изграждането на формални теории.
Смятането с безкрайно малки величини позволило да се решат парадоксите на Зенон и други важни задачи, наследени от древността.
Обединяването на новооткрития закон за гравитацията и античните знания за коничните сечения демонстрирали действителната мощ на абстрактните математически конструкции – изградена била единна теория, позволяваща предсказване с голяма точност на движението на планетите, артилерийските снаряди и узрелите ябълки.
Създаването на аналитичната геометрия свързало геометрията и знанията за числата, подсилвайки усещането за единност и всеобща значимост на математическите истини.

## XIX век
За Западноевропейската цивилизация този век е връх в развитието. През него тя доминира целия свят и определя културни, социални и научни тенденции. Можем да го наречем век на победилия позитивизъм, когато се смятало, че развитието може да е безкрайно и рационализмът, науката и технологиите могат да създават нови ценности и ресурси неограничено.
Математиката на 19 век не прави изключение от този оптимизъм. Откриването на теорията на групите в началото на века демонстрирало, че един напълно формален математически механизъм може да реши разнообразни задачи – била доказана нерешимостта на някои древни задачи за построение с линийка и пергел, както и неизразимостта с радикали на решенията на уравнения от 5-а степен.
Към средата на века бил доказан и първият важен резултат на дисциплините, които днес наричаме „Основи на математиката“ – независимостта на постулата на Евклид за успоредните прави от останалите аксиоми на геометрията.
Възможността за независимо съществуване на различните геометрии – класическата на Евклид, на Лобачевски и на Риман, както и постиженията на алгебрата, оформили съвременната концепция за аксиоматизация на математиката, а именно:
1. Аксиомите и логическите закони на една математическа (формална) теория се приемат като базови истини без да се иска съответствието им с реална действителност, т.е. те се приемат като начални верни формули, от които тръгва изграждането на формалната теория.
2. За другите твърдения в теорията се прави опит да се докажат или опровергаят, като стриктно се спазват логическите правила за извод, т.е. формалното доказателство е поредица от тривиални стъпки, чиято правилност може да се провери чрез ефективна процедура (в съвременната трактовка – от компютърна програма).
През последните десетилетия на века било завършено изграждането на строго формални теории за аритметиката (модификация на аксиомите на Пеано) и геометрията (аксиоми на Хилберт).
Върхът на позитивизма в математиката е създаването на теорията на множествата от Георг Кантор и Готлоб Фреге. Тя позволява всички други математически теории да се изразят на нейния език, т.е. теорията на множествата е единна теория описваща цялата математика.

## XX век
През 1901 г. Бъртранд Ръсел открил парадокс в Теория на множествата. Това събитие разтърсило и отрезвило всички, занимаващи се с изграждането на основите на математиката. Фреге не се заема с работата над един първоначално предвиден трети том на капиталното му съчинение Основни закони на аритметиката, а останалите разработили различни ограничения, позволяващи избягване на парадокса.
Кризата, предизвикана от парадокса на Ръсел, продължава и до днес, но най-сериозните работи по преодоляването ѝ били извършени през първата половина на века.
Били създадени по-строги аксиоматики на Теорията на множествата, които не допускат съществуването на парадоксалното множество на Ръсел. Някои математици търсели разрешение на кризата в ограничаване на правилата на логиката и в методите на извършване на математическите доказателства (Брауер, Ръсел, Уайтхед).
Интензивните изследвания сринали позитивистките концепции окончателно през 1932 г. когато Курт Гьодел доказал, че всяка достатъчно богата аксиоматична теория е непълна, и че нейната непротиворечивост е недоказуема.
Опитвайки се да даде ясно определение на понятието математическо доказателство, Алън Тюринг създал основите на компютърните науки, давайки първите математически определения за компютър и алгоритъм. През 1939 г. Алонсо Чърч забелязал универсалната идея за изчислимост.
Освен че поставили началото на научни дисциплини с голямо практическо значение, тези открития имат фундаментално значение за философията и обществените науки.

## Технологичен реализъм
На обикновен език теоремата на Гьодел звучи така: Истината не може да се изрази с формални средства.
Работите на Тюринг и Чърч демонстрират, че простите структури имат сложно поведение, което не може да бъде изследвано с технологични методи.
Резултати с подобно философско звучене се появяват и в други науки. Исторически първи са тезата на Джордано Бруно за нецентралната роля на Земята във Вселената (изказана през 16 век и отричана от църквата до края на 20 век) и еволюционната теория на Дарвин, особено модерните ѝ направления като ортодоксалния неодарвинизъм – той отрича възможността за предсказване на развитието на сложните обекти от реалността, каквито са живите организми и обществените и културни структури.
Изобщо почти всички важни научни открития през 20 век подсказват съществуването на граници, които не можем да преминем, или ако можем, трябва внимателно да преценим дали си струва да го правим. Тези открития ни връщат към преоценка на древните философии, възникнали независимо преди около 25 века – сега ни се струва, че Лао Дзъ, Буда, Хераклит и другите мислители от тяхната епоха са прозрели повече истини от всички пропагандатори на оптимизма, живели след тях.